# Hans Boskamp
Hans Boskamp (Rotterdam, 7 maggio 1932 – 22 marzo 2011) è stato un calciatore olandese, di ruolo difensore.

## Carriera

### Club
Ha giocato nella prima divisione olandese.

### Nazionale
Tra il 1952 ed il 1954 ha giocato 4 partite in nazionale.